# Retzneiosoma
Retzneiosoma is een geslacht van uitgestorven zee-egels uit de familie Echinothuriidae.

## Soorten
- Retzneiosoma jaseneki Kroh, 2005 †